# Општина Гарда де Сус (Алба)
Гарда де Сус (рум. Gârda de Sus) општина је у Румунији у округу Алба.
Oпштина се налази на надморској висини од 905 m.